# Новий аеропорт Тітосе
Новий аеропорт Тітосе (яп. 新千歳空港, しんちとせくうこう, сін тітосе куко; англ. New Chitose Airport) — державний вузловий міжнародний аеропорт в Японії, розташований у місті Тітосе префектури Хоккайдо. Розпочав роботу 1988 року. Виник на базі реформованого летовища Тітосе, збудованого 1926 року. Найбільший аеропорт префектури. Коротка назва — Тітосеський аеропорт.